# Glatter Wahnsinn
Glatter Wahnsinn war eine von den Brüdern Michael (Bass) und Bernd Strohm (Gitarre) in Duisburg gegründete Fusion-Gruppe, die mit einer Synthese aus Rock- und Jazz-Elementen in den späten 1970er und frühen 1980er Jahren auch bundesweit Beachtung fand. Die Band löste sich im Jahr 1984 auf. Ständiges Mitglied war der Gitarrist Bernd Strohm.

## Bandgeschichte
Glatter Wahnsinn wurde im Sommer 1973 von den Brüdern Michael und Bernd Strohm gegründet. Zunächst noch ohne Namen fanden Jam-Sessions, in wechselnden Besetzungen statt. Allmählich entwickelte sich aus dem Stamm der Teilnehmer ein Quartett, dass 1976 mit zwei Gitarren, Bass und Schlagzeug zum ersten Mal bei einem Schulfest in Duisburg unter dem Namen Glatter Wahnsinn auftrat und eine Musikrichtung präsentierte, die das Blues-Genre bereits verlassen hatte.
Bernd Strohm, der immer mehr zum kreativen Motor avancierte, komponierte die ersten Instrumentals, die mit einer Mischung aus Rock- und Jazzelementen wesentlich durch den amerikanischen Jazzrock und die Ausläufer der britischen Progressive Music geprägt waren.
In der Besetzung Bernd Strohm, Michael Strohm, Georg Mahr (Keyboard) und Rainer Mackenthun (Schlagzeug) spielte die Gruppe 1978 auf dem ersten Nachwuchsfestival der Deutschen Phono-Akademie im Münchner Zirkus-Krone-Bau und trat danach überall in der damaligen Bundesrepublik auf. Die vier Musiker entwickelten auf der Basis ausgedehnter Improvisation, ein Zusammenspiel mit reger Interaktionstätigkeit, dass sich mühelos mit den von Bernd Strohm komponierten und kompakt arrangierten Themenkomplexen verbinden ließ.
Im Frühjahr 1979 verließ Mackenthun die Band. Zur Aufnahme der einzigen LP Glatter Wahnsinn im Sommer 1979 hatte sich eine neue Besetzung eingefunden. Neben den Gebrüdern Strohm und Mahr spielten jetzt Waldo Karpenkiel (Schlagzeug) und Klaus Dapper (Saxofon, Flöte), ein dritter Solist. Als Gastmusiker wirkte der kolumbianische Percussionist Daniel Bazanta mit.
Dapper und Karpenkiel hatten 1970 die Band Kollektiv gegründet und ebenfalls an einer eigenständigen Fusion von Jazz und Rock gearbeitet. Dabei vertraten sie eine Musikrichtung, die unter dem Motto „Musik als Experiment“ stand. Karpenkiel gründete im Sommer 1980 die Fusion-Bigband Supersession und verließ Glatter Wahnsinn im Herbst 1980.
Im Verlauf des gleichen Jahres verließen auch Mahr und Michael Strohm die Band. Bernd Strohm stellte danach eine neue Formation zusammen, der neben Dapper auch Thomas Hufschmidt (Keyboard), Hans-Bernd Zinsius (Bass) und der Schlagzeuger Wilfried „Zis“ Zyski angehörten.

### Auflösung
1984 löste sich die Band auf. Bernd Strohm tourte in den 1980er Jahren mit der Band Supersession und dem amerikanischen Rhythm-and-Blues-Musiker Tyree Glenn jr., dem sich auch sein Bruder Michael angeschlossen hatte. In den 1990er Jahren widmete er sich einem Soloprojekt und veröffentlichte zwei CDs mit Kompositionen für die Akustikgitarre.

### Revival (2008–2011)
Im Frühjahr 2008 formierten Bernd Strohm, Klaus Dapper und Waldo Karpenkiel eine neue Besetzung, die mit den Musikern Thomas Bettermann (Keyboard) und Stefan Rademacher (Bass) sowohl altes Songmaterial aus den 1970er Jahren als auch neue Songs sowie Songs aus den Soloalben der einzelnen Musiker präsentierte.

## Diskografie
Alben
- 1980: Glatter Wahnsinn (Anvil)

Beiträge auf Kompilationen
- 1978: Pop-Nachwuchsfestival der deutschen Phono-Akademie '78 (Titel: T.A.F.)
- 1989: Musik in Duisburg Folge 2 – Rock & Jazz (Titel: Interstadial)